# Los Cardozos
Los Cardozos es una localidad argentina ubicada en el departamento Juan Francisco Borges de la provincia de Santiago del Estero. Se encuentra sobre la prolongación de la avenida Independencia, 15 km al sur del centro de la ciudad de Santiago del Estero.
El Club Atlético Independiente de esta localidad fue fundado en 1912. Es una de las 3 cuencas lecheras de la provincia, con tambos mecanizados.

## Población
Cuenta con 165 habitantes (Indec, 2010), lo que representa un incremento del 31% frente a los 126 habitantes (Indec, 2001) del censo anterior.
| Gráfica de evolución demográfica de Los Cardozos entre 1991 y 2010 |
|                                                                    |
| Fuente: Censos nacionales del INDEC                                |